# George Burchett
George Burchett (també conegut com a 'King of Tattooists', el rei dels tatuadors) va néixer el 23 d'agost de 1872, a la localitat costanera de Brighton, East Sussex (Anglaterra) i es va convertir en un dels més famosos tatuadors del món.
Després d'haver estat expulsat de l'escola als 12 per fer tatuatges als seus companys, es va unir a la Royal Navy als 13 any, on va millorar les seves habilitats com a tatuador durant un viatge com a mariner en el HMS Vincent. Després de fugir de la Marina, va tornar a Anglaterra, on va ser entrenat en l'art del tatuatge a Londres per Tom Riley i Sutherland MacDonald.
Amb un estudi a Mile End Road, i un altre a 72 Waterloo Road, Londres, Burchett va esdevenir la primera estrella tatuadora favorita i destacada entre la classe benestant i fins i tot la reialesa europea. Entre els seus clients hi havia el rei Alfons XIII d'Espanya, el rei Frederic IX de Dinamarca i George V del Regne Unit. També va tatuar Horace Ridler.
Constantment va dissenyar nous tatuatges durant els seus viatges arreu del món. Va visitar Àfrica, Japó i el Sud-est Asiàtic i en va fer motius relacionats en la seva obra. A la dècada de 1930, va desenvolupar el tatuatge cosmètic amb tècniques com ara enfosquiment permanent de les celles.
Va continuar tatuant fins que va morir sobtadament el Divendres Sant de 1953 a l'edat de 81 anys. La seva autobiografia, Memòries d'un tatuador, editada per Peter Leighton, va ser publicat el 1958 per la Companyia de Llibre Oldbourne i inclou fotografies que il·lustren alguns dels seus dissenys de tatuatge.